# Claudio Gomes
Claudio Amarildo Gomes, född 23 juli 2000 i Argenteuil, är en fransk fotbollsspelare som spelar som mittfältare för Palermo.

## Karriär
Den 1 september 2022 värvades Gomes av italienska Serie B-klubben Palermo. I juni 2023 förlängde han sitt kontrakt i klubben fram till juni 2027.